# 동성고등학교 (서울)
동성고등학교(東星高等學校)는 대한민국 서울특별시 종로구 혜화동에 있는 사립 고등학교이다.

## 학교 연혁
- 1907년 9월 8일 : 초등 교육기관을 설립하고 ‘소의학교’ 라 칭함
- 1920년 2월 : 을종 상업학교로 조직을 변경하고 ‘소의상업학교’ 라 칭함
- 1922년 4월 : 5년제 갑종 상업학교로 승격하고 교명을 ‘남대문상업학교’ 로 변경
- 1923년 3월 : 소의상업 제1회 졸업생(구1회) 배출
- 1926년 3월 : 남대문상업 제1회 졸업생 배출, 이때부터 졸업기수 산정
- 1929년 4월 : 예비신학생과정 을조로 편성, 교사 혜화동 이전
- 1931년 4월 1일 : 학교 위치를 고려하여 ‘동성 상업학교’ 로 개칭
- 1936년 11월 11일 : 장면 선생 제3대 교장으로 취임
- 1938년 11월 21일 : 서울(경성구) 천주교회 유지재단이 설립자가 되고 개교기념일을 12월 8일로 정함, 노기남 대주교가 이사장으로 취임
- 1946년 9월 1일 : 6년제 인문중학교로 조직 변경, 교명 ‘동성중학교’ 로 변경함
- 1950년 5월 1일 : 수업연한 3년의 동성중학교와 동성고등학교로 분기 개편
- 1987년 11월 30일 : 신축 대강당 연건평 2,281평을 낙성함
- 1994년 9월 1일 : 학교 법인을 가톨릭 학원으로 변경함
- 1999년 4월 22일 : 전면 급식을 위한 교내 식당 준공(대강당 지층, 540석)
- 2004년 3월 2일 : 전자정보도서관 개관 및 제2전산실, 다목적 교실 1, 2 개관
- 2009년 7월 14일 : 자율형 사립 고등학교 지정
- 2010년 2월 28일 : 실내 체육관 완공
- 2010년 3월 2일 : 자율형 사립고 첫 신입생 입학
- 2012년 9월 25일 : 운동장 인조 잔디 조성
- 2013년 2월 6일 : 자율형 고등학교 첫 졸업생 배출 (328명)
- 2014년 2월 22일 : 재단 이사장 염수정 대주교 추기경 서임
- 2014년 3월 29일 : 베리타스관(예신반 기숙사) 개관
- 2014년 9월 13일 : 안드레아 별마루(기숙사) 개관
- 2014년 10월 31일 : 자율형 사립고 재지정
- 2018년 3월 2일 : 조영관 신부 제14대 교장으로 취임
- 2021년 12월 1일 : 정순택 대주교 제10대 이사장으로 취임
- 2022년 3월 : 2022학년도 신입생부터 단계적으로 일반고로 전환

## 참고 문헌
- 동성고등학교 - 한국교육학술정보원 학교알리미

## 같이 보기
- 동성상업학교 정구단
- 동성상업학교 축구단